# Джиоева, Амага Казбековна
Амага Казбековна Джиоева (род. 10 февраля 2001, Сунжа, Северная Осетия) — российская волейболистка, либеро. Мастер спорта России (2024).

## Биография
Родилась 10 февраля 2001 года в селе Сунжа Пригородного района Республики Северная Осетия-Алания. Начала заниматься волейболом в 9 лет в ДЮСШ-2 Пригородного района у тренера Гурама Хугаева. Играла за детскую и юношескую сборные команды РСО-Алания. В 2017 году переехала в Самару, где выступила за команду «Амонд».
В 2018 году перешла в команду «Протон». Дебютировала в Суперлиге 11 ноября 2018 года. В сезоне 2018/2019 сыграла в 23 играх и заработала 3 очка. Также в составе «Протона» принимала участие в 2 матчах Кубка вызова ЕКВ 2019. В сезоне 2019/2020 приняла участие в 12 играх и заработала 1 очко.
В 2020 году перешла в команду «Тулица-2». 19 сентября дебютировала за основную команду в матче против «Локомотива».
В 2023 году перешла в команду «Уралочка-НТМК».
В 2018 году Амага была приглашена в сборную юношескую команду России по волейболу. В её составе выступала на международном турнире во Франции.